# ジョーダン・スペンス
ジョーダン・スペンス（Jordan Spence、1990年5月24日 - ）は、イングランド・ロンドンレッドブリッジ区出身の元プロサッカー選手。現役時代のポジションは、DF。
女優のナオミ・スコットは妻。

## 経歴

### クラブ
2004年、ウェストハム・ユナイテッドFCのアカデミーに入団。2006年4月、リザーブチームに昇格。
2010年5月、マンチェスター・シティFC戦で途中出場しトップチームデビュー。2011年5月のウィガン・アスレティックFC戦で初スタメン。しかしなかなか出番を得られず、レンタル移籍を繰り返した。そしてレンタルで加入していたミルトン・キーンズ・ドンズFCに2014年8月を以て完全移籍した。ウェストハムでの出場は7シーズンで10試合に留まった。

### 代表
ユース年代からイングランド代表に選出されており、2007 FIFA U-17ワールドカップではキャプテンを務めた。

## 所属クラブ
ユース
- ウェストハム・ユナイテッドFC 2004-2007

プロ
- ウェストハム・ユナイテッドFC 2007-2014

→レイトン・オリエントFC 2008-2009 (loan)
→スカンソープ・ユナイテッドFC 2009 (loan)
→ブリストル・シティFC 2011 (loan)
→ブリストル・シティFC 2011-2012 (loan)
→シェフィールド・ウェンズデイFC 2013 (loan)
→ミルトン・キーンズ・ドンズFC 2013-2014 (loan)
→ミルトン・キーンズ・ドンズFC 2014 (loan)
- ミルトン・キーンズ・ドンズFC 2014-2016
- イプスウィッチ・タウンFC 2017-2019
- ADOデン・ハーグ 2020

## 代表歴
- イングランドU-16
- イングランドU-17
  - UEFA U-17欧州選手権2007
  - 2007 FIFA U-17ワールドカップ
- イングランドU-18
- イングランドU-19
  - UEFA U-19欧州選手権2009予選
- イングランドU-21